# 順子内親王
順子内親王（よりこないしんのう、1850年12月7日〈嘉永3年11月4日〉 - 1852年8月2日〈嘉永5年6月17日〉）は、日本の皇族。孝明天皇の第一皇女。母は英照皇太后。明治天皇の異母姉にあたる。

## 経歴
1850年12月7日（嘉永3年11月4日）、孝明天皇と英照皇太后の間に第一皇女として生まれる。孝明天皇にとって初子であった。
1852年8月2日（嘉永5年6月17日）、薨去。普明照院と追号された。